# Озеро Дружбы
Озеро Дружбы (устар. Святое; укр. Святе, пол. Święte) — водоём в Ковельском районе Волынской области Украины, на юго-западной окраине села Тур. С прилежащими берегами входит в гидрологический памятник природы «Озеро Святое» с 1975 года. Площадь охраняемой территории 44 га.
Озеро Дружбы карстового происхождения, его глубина до 15 м. Высота над уровнем моря — 157,9 м. Вода чистая, прозрачная. Водяная растительность бедная. Берега песчаные, поросшие сосновым лесом. В травянисто-кустарниковом покрове преобладают черника и брусника, также встречается толокнянка обыкновенная.